# ベルゲン・クッキー
ベルゲン・クッキー（Bergen Cookies）は、ポーランドのビスケットメーカー「スポメット社（Spomet）」が製造しているクッキーの商品名である。

## 概要
1990年からSpomet（スポメット）で製造されており、チョコチップクッキーやブラウニークッキー、オートミールクッキーなどの種類がある。日本国内での輸入・販売は、クリート株式会社が行っている。

## 主な商品

### チョコチップクッキー
- チョコチップクッキー ヘーゼルナッツ
- トリプルチョコチップクッキー
- スマイルクッキー
- チョコチップクッキー オレンジ
- チョコチップクッキー 40%チョコレート
- チョコチップクッキー ホワイトチョコレート＆クランベリー

### オートミールクッキー
- オートミールクッキー クランベリー
- オートミールクッキー ダークチョコレート
- オートミールクッキー セサミ

### ブラウニークッキー
- ブラウニークッキー
- ブラウニークッキー ホワイトチョコレート

### オブセッション
- オブセッション キャラメル＆デリカシーズクラッシック
- オブセッション キャラメル＆デリカシーズココナッツ
- オブセッション キャラメル＆ピーナッツバター
- オブセッション 塩キャラメル
- オブセッション ストロベリー
- オブセッション オレンジ